# Die jüdische Brigade (Comicserie)
Die jüdische Brigade (im Original: La Brigade juive) ist eine von 2013 bis 2016 erschienene frankobelgische Comicserie von Marvano. Die dreibändige Serie handelt von der Jüdischen Brigade, einer kämpfenden Einheit in der British Army während des Zweiten Weltkriegs. Die Brigade setzte sich aus Freiwilligen aus dem Gebiet des Völkerbundsmandats für Palästina zusammen.

## Inhalt
Als nach Ende des Zweiten Weltkriegs viele Nationalsozialisten über die deutsch-österreichische Grenze nach Italien und weiter nach Südamerika flüchteten, entschlossen sich die Soldaten der Jüdischen Brigade, selbständig einzugreifen. Die Erzählung beginnt 1945, als einige Männer der jüdischen Brigade in kleinen Gruppen auf Nazi-Jagd durch das Land ziehen. Ari und der ehemalige britische Rennfahrer Leslie gehören zu diesen Männern. Der weitere Verlauf der Handlung führt die Jüdische Brigade zurück nach Palästina, wo sie am sich anbahnenden Palästinakrieg teilnehmen und Gemeinden des jungen Israels gegen arabische Angriffe verteidigen. Hier wird auch die Teilnahme ehemaliger Angehöriger der Legion Freies Arabien bedacht.
Marvano knüpft in dieser Erzählung lose an die Vorgängerserie Grand Prix an, so tauchten die fiktiven Figuren Leslie Toliver und Erika Pasternak bereits dort auf. Außerdem gibt es immer wieder Anspielungen und Rückblenden auf Tolivers Zeit als Rennfahrer.

## Veröffentlichungen
Im französischsprachigen Original erschienen die Alben zwischen 2013 und 2016 im Verlag Dargaud. Zwischen Mai 2015 und September 2017 erfolgte in Deutschland der Abdruck der drei Bände in Fortsetzungen im Comicmagazin ZACK. 
| Nr. | deutscher Titel | Magazinabdruck in ZACK         | Originaltitel    |
| --- | --------------- | ------------------------------ | ---------------- |
| 1   | Vigilanten      | #191 – #194 (Mai bis Aug 2015) | Vigilante (2013) |
| 2   | TTG             | #202 – #204 (Apr bis Jun 2016) | TTG (2015)       |
| 3   | Hatikvah        | #216 – #219 (Jun bis Sep 2017) | Hatikvah (2016)  |